# Pontisk-kaspiska stäppen
Den pontiska–kaspiska stäppen, består av den kaspiska stäppen och den pontiska stäppen, och är ett stäppland som sträcker sig från Svarta havets norra stränder till det norra områdena runt Kaspiska havet. Stäppen sträcker sig från Dobruja i det nordöstra hörnet av Bulgarien och sydöstra Rumänien, genom Moldavien och södra och östra Ukraina, över ryska Norra Kaukasus, genom Södra och nedre Volga till västra Kazakstan, och gränsar till den kazakiska stäppen i öster, som båda utgör delar av den större eurasiska stäppen. Den pontiska–kaspiska stäppen utgör en del av palearktis och biomet utgörs av tempererade gräsmarker, savann och buskmarker.
Den pontokaspiska regionen i sin tur är en djurgeografisk region, och termen används främst om faunan i vattensystemen i Svarta havet, Kaspiska havet och Azovhavet.

## Kulturhistoria
I den klassiska antiken motsvarar området Cimmeria, Scythia och Sarmatia. Under flera årtusenden levde stammar av nomadiska ryttare på stäppen.

## Galleri

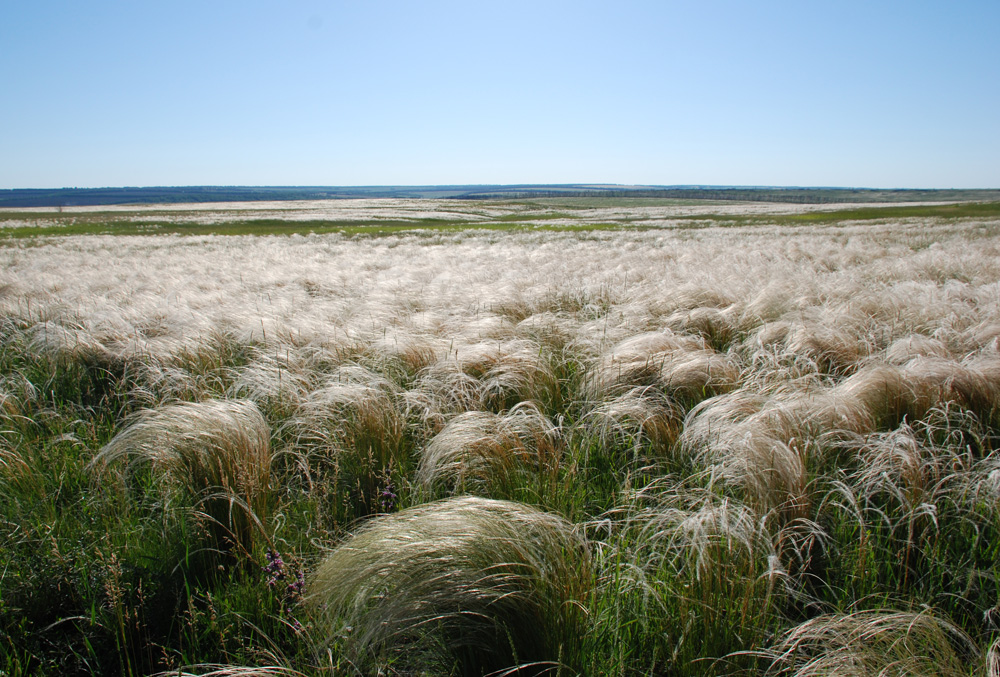
Streltsovskaya Steppe, ett bevarat område i Milove Raion i Luhansk oblast, Ukraina. på försommaren domineras stäppen ofta av fjädergräs.
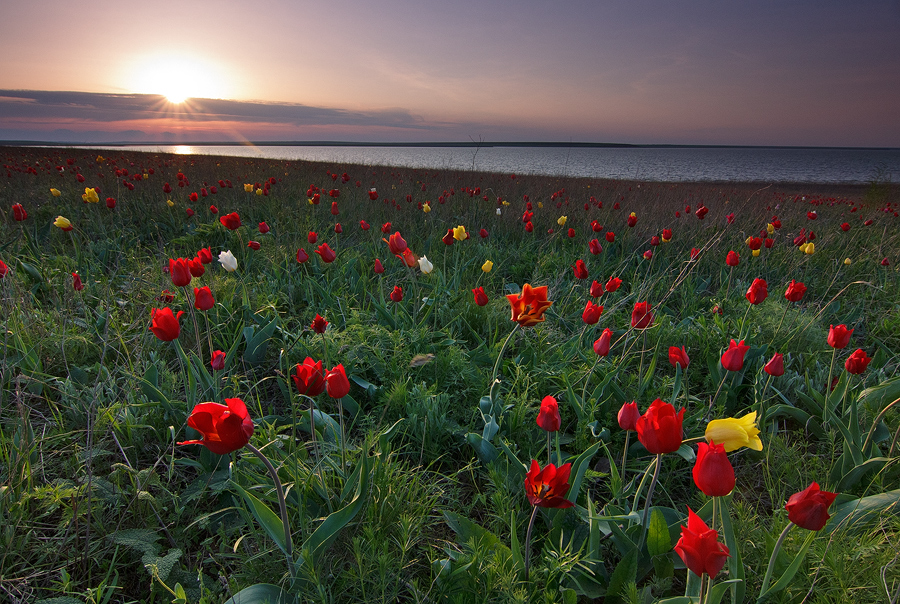
Tulipa suaveolens en av de mest typiska vårblommorna på den pontisk-kaspiska stäppen.